# 標準偏差

图中红蓝两组数据平均值相同，但标准差不同。红色数据的标准差较蓝色数据的标准差要小。

標準偏差（std dev，SD）又稱標準差、中误差，在统计学中，是衡量一组变量值相对于其算术平均值（期望值）变异程度（离散程度）的指标。标准差越小（低），表示这些变量值越倾向于聚集在数据集的算术平均值（也视作期望值）附近；反之，标准差越大（高），则意味着这些变量值分布得越分散。
标准差通常用于界定哪些数据属于异常值（离群值），而哪些不属于异常值。在数学文本和方程式中，通常用小写希腊字母 σ 表示总体标准差（population SD），用小写拉丁字母 s 表示样本标准差（sample SD）。在实际研究中，我们通常无法获取总体所有数据，因此会抽取样本来推断总体，借由样本的变异度来推估计总体的变异度。
在概率統計中，标准差最常作為评估一組數值的離散程度之用。標準偏差（标准差）的操作型定義为：

一群数值与其算术平均数之差异的平方，再取算术平均数，此时得变异数（variance，σ2，s2）又称方差，最后取二次方根；即“方差開算术平方根”。

标准差可反映组内個體間的離散程度，也可表示内部符合精度，作为在一定条件下衡量测量精度的一种数值指标。標準差與期望值之比為標準離差率。
标准差具有兩種性質：
1. 為非負數值（因為平方後再做平方根）；
2. 與測量資料具有相同單位（這樣才能比對）。

一個總量的標準差或一個隨機變數的標準差，及一個子集合樣品數的標準差之間，有所差別。標準差的概念由卡爾·皮爾森引入到統計中。

## 闡述及應用

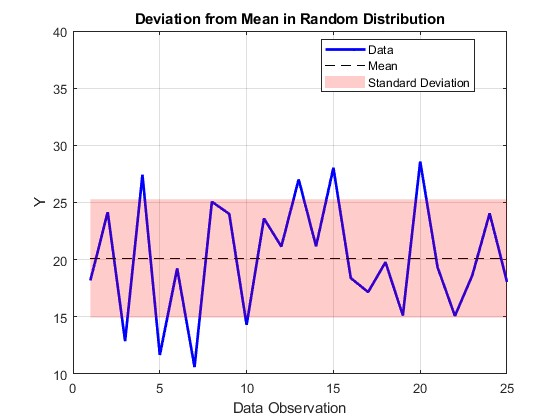
在隨機分布中的離均差

簡單來說，標準差是一組數值自平均值分散開來的程度的一種測量觀念。一個較大的標準差，代表大部分的數值和其平均值之間差異較大；一個較小的標準差，代表這些數值較接近平均值。
例如，兩組數的集合{0, 5, 9, 14}和{5, 6, 8, 9}其平均值都是7，但第二個集合具有較小的標準差。
表述“相差{\displaystyle k}个标准差”，即在 {\displaystyle {\overline {X}}\pm kS} 的样本（sample）范围内考量。
標準差可以當作不確定性的一種測量。例如在物理科學中，做重複性測量時，測量數值集合的標準差代表這些測量的精確度。當要決定測量值是否符合預測值，測量值的標準差佔有決定性重要角色：如果測量平均值與預測值相差太遠（同時與標準差數值做比較），則認為測量值與預測值互相矛盾。這很容易理解，因為如果測量值都落在一定數值範圍之外，可以合理推論預測值是否正確。
標準差應用於投資上，可作為量度回報穩定性的指標。標準差數值越大，代表回報遠離過去平均數值，回報較不穩定故風險越高。相反，標準差數值越小，代表回報較為穩定，風險亦較小。

## 母體的標準差

### 基本定義
{\displaystyle \sigma ={\sqrt {{\frac {1}{N}}\sum _{i=1}^{N}(x_{i}-\mu )^{2}}}}
{\displaystyle \mu }为平均值。

### 母體為随机变量
一隨機變量{\displaystyle X}的標準差定義為：
{\displaystyle \sigma ={\sqrt {\operatorname {E} ((X-\operatorname {E} (X))^{2})}}={\sqrt {\operatorname {E} (X^{2})-(\operatorname {E} (X))^{2}}}}
須注意並非所有隨機變量都具有標準差，因為有些隨機變量不存在期望值。
如果隨機變量{\displaystyle X}為{\displaystyle x_{1},\cdots ,x_{n}}具有相同機率，則可用上述公式計算標準差。

#### 離散随机变量的标准差
若{\displaystyle X}是由實數{\displaystyle x_{1},x_{2},...,x_{n}}構成的離散隨機變數（英語：discrete random variable），且每個值的機率相等，則{\displaystyle X}的標準差定義為：
{\displaystyle \sigma ={\sqrt {{\frac {1}{N}}\left[(x_{1}-\mu )^{2}+(x_{2}-\mu )^{2}+\cdots +(x_{N}-\mu )^{2}\right]}}}　，其中　{\displaystyle \mu ={\frac {1}{N}}(x_{1}+\cdots +x_{N})}
換成用{\displaystyle \sum }來寫，就成為：
{\displaystyle \sigma ={\sqrt {{\frac {1}{N}}\sum _{i=1}^{N}(x_{i}-\mu )^{2}}}}　，其中　{\displaystyle \mu ={\frac {1}{N}}(x_{1}+\cdots +x_{N})}
目前為止，與母體標準差的基本公式一致。
然而若每個{\displaystyle x_{i}}可以有不同機率{\displaystyle p_{i}}，則{\displaystyle X}的标准差定義為：
{\displaystyle \sigma ={\sqrt {\sum _{i=1}^{N}p_{i}(x_{i}-\mu )^{2}}}}　，其中　{\displaystyle \mu =\sum _{i=1}^{N}p_{i}x_{i}.}
这里，{\displaystyle \mu }为{\displaystyle X}的数学期望。

#### 连续随机变量的标准差
若{\displaystyle X}為概率密度{\displaystyle p(X)}的连续随机变量（英語：continuous random variable），則{\displaystyle X}的标准差定義為：
{\displaystyle \sigma ={\sqrt {\int (x-\mu )^{2}\,p(x)\,dx}}}
其中{\displaystyle \mu }为{\displaystyle X}的数学期望：
{\displaystyle \mu =\int x\,p(x)\,dx}

### 标准差的特殊性质
对于常数{\displaystyle c}和随机变量{\displaystyle X}和{\displaystyle Y}：
{\displaystyle \sigma (X+c)=\sigma (X)}
{\displaystyle \sigma (cX)=c\cdot \sigma (X)}
{\displaystyle \sigma (X+Y)={\sqrt {\sigma ^{2}(X)+\sigma ^{2}(Y)+2\cdot {\mbox{cov}}(X,Y)}}}
其中：
- {\displaystyle {\mbox{cov}}(X,Y)}表示随机变量{\displaystyle X}和{\displaystyle Y}的协方差。
- {\displaystyle \sigma ^{2}(X)}表示{\displaystyle [\sigma (X)]^{2}}，即{\displaystyle Var(X)}（{\displaystyle X}的變異數），對{\displaystyle Y}亦同。

## 样本的标准差
在真实世界中，找到一个总体的真实的标准差並不實際。大多数情况下，总体标准差是通过随机抽取一定量的样本并计算样本标准差估计的。
從一大組數值{\displaystyle X_{1},\cdots ,X_{N}}當中取出一樣本數值組合{\displaystyle x_{1},\cdots ,x_{n}:n<N}，常定義其樣本標準差：
{\displaystyle s={\sqrt {{\frac {1}{n-1}}\sum _{i=1}^{n}(x_{i}-{\bar {x}})^{2}}}}
样本方差{\displaystyle s^{2}}是对总体方差{\displaystyle \sigma ^{2}}的无偏估计。之所以{\displaystyle s}中的分母要用{\displaystyle n-1}而不是像总体样本差那样用{\displaystyle n}，是因为{\displaystyle \left(x_{i}-{\bar {x}}\right)}的自由度为{\displaystyle n-1}，这是由于存在约束条件{\displaystyle \sum _{i=1}^{n}\left(x_{i}-{\bar {x}}\right)=0}。

## 範例
這裡示範如何計算一組數的標準差。例如一群孩童年齡的數值為{5, 6, 8, 9}：
- 第一步，計算平均值{\displaystyle {\overline {x}}}︰

{\displaystyle {\overline {x}}={\frac {1}{N}}\sum _{i=1}^{N}x_{i}}
當{\displaystyle {\begin{smallmatrix}N=4\end{smallmatrix}}}（因為集合裏有4個數），分別設為：
{\displaystyle {\begin{aligned}x_{1}&=5,\\x_{2}&=6,\\x_{3}&=8,\\x_{4}&=9,\end{aligned}}}
則平均值為
{\displaystyle {\begin{aligned}{\overline {x}}&={\frac {1}{4}}\sum _{i=1}^{4}x_{i}&(N=4)\\&={\frac {1}{4}}\left(x_{1}+x_{2}+x_{3}+x_{4}\right)\\&={\frac {1}{4}}\left(5+6+8+9\right)\\&=7.\end{aligned}}}
- 第二步，計算標準差{\displaystyle \sigma \,}︰

{\displaystyle {\begin{aligned}\sigma &={\sqrt {{\frac {1}{N}}\sum _{i=1}^{N}(x_{i}-{\overline {x}})^{2}}}\\&={\sqrt {{\frac {1}{4}}\sum _{i=1}^{4}(x_{i}-{\overline {x}})^{2}}}&(N=4)\\&={\sqrt {{\frac {1}{4}}\sum _{i=1}^{4}(x_{i}-7)^{2}}}&({\overline {x}}=7)\\&={\sqrt {{\frac {1}{4}}\left[(x_{1}-7)^{2}+(x_{2}-7)^{2}+(x_{3}-7)^{2}+(x_{4}-7)^{2}\right]}}\\&={\sqrt {{\frac {1}{4}}\left[(5-7)^{2}+(6-7)^{2}+(8-7)^{2}+(9-7)^{2}\right]}}\\&={\sqrt {{\frac {1}{4}}\left((-2)^{2}+(-1)^{2}+1^{2}+2^{2}\right)}}\\&={\sqrt {{\frac {1}{4}}\left(4+1+1+4\right)}}\\&={\sqrt {\frac {10}{4}}}\\&\approx 1.58114\,.\end{aligned}}}

## 常態分佈的規則

深藍區域是距平均值小於一個標準差之內的數值範圍，在常態分佈中，此範圍所佔比率為全部數值之68%；兩個標準差之內（深藍，藍）的比率合起來為95%；三個標準差之內（深藍，藍，淺藍）的比率合起來為99.7%。

在實際應用上，常考慮一組數據具有近似於常態分佈的機率分佈。若其假設正確，則約68%數值分佈在距離平均值有1個標準差之內的範圍，約95%數值分佈在距離平均值有2個標準差之內的範圍，以及約99.7%數值分佈在距離平均值有3個標準差之內的範圍。稱為「68-95-99.7法則」。

Percentage within(z)

z(Percentage within)

{\displaystyle f(x;\mu ,\sigma ^{2})={\frac {1}{\sigma {\sqrt {2\pi }}}}e^{-{\frac {1}{2}}\left({\frac {x-\mu }{\sigma }}\right)^{2}}}
{\displaystyle {\text{Proportion}}=\operatorname {erf} \left({\frac {z}{\sqrt {2}}}\right)}
{\displaystyle {\text{Proportion}}\leq x={\frac {1}{2}}\left[1+\operatorname {erf} \left({\frac {x-\mu }{\sigma {\sqrt {2}}}}\right)\right]={\frac {1}{2}}\left[1+\operatorname {erf} \left({\frac {z}{\sqrt {2}}}\right)\right]}.
| 數字比率 標準差值 | 機率              | 包含之外比例     | 包含之外比例                        |
| 數字比率 標準差值 | 百分比            | 百分比           | 比例                                |
| ----------------- | ----------------- | ---------------- | ----------------------------------- |
| 0.318 639σ        | 25%               | 75%              | 3 / 4                               |
| 0.674490σ         | 50%               | 50%              | 1 / 2                               |
| 0.994458σ         | 68%               | 32%              | 1 / 3.125                           |
| 1σ                | 68.2689492%       | 31.7310508%      | 1 / 3.1514872                       |
| 1.281552σ         | 80%               | 20%              | 1 / 5                               |
| 1.644854σ         | 90%               | 10%              | 1 / 10                              |
| 1.959964σ         | 95%               | 5%               | 1 / 20                              |
| 2σ                | 95.4499736%       | 4.5500264%       | 1 / 21.977895                       |
| 2.575829σ         | 99%               | 1%               | 1 / 100                             |
| 3σ                | 99.7300204%       | 0.2699796%       | 1 / 370.398                         |
| 3.290527σ         | 99.9%             | 0.1%             | 1 / 1000                            |
| 3.890592σ         | 99.99%            | 0.01%            | 1 / 10000                           |
| 4σ                | 99.993666%        | 0.006334%        | 1 / 15787                           |
| 4.417173σ         | 99.999%           | 0.001%           | 1 / 100000                          |
| 4.5σ              | 99.9993204653751% | 0.0006795346249% | 1 / 147159.5358 3.4 / 1000 (每一邊) |
| 4.891638σ         | 99.9999%          | 0.0001%          | 1 / 1000                            |
| 5σ                | 99.9999426697%    | 0.0000573303%    | 1 / 1744278                         |
| 5.326724σ         | 99.99999%         | 0.00001%         | 1 / 10000                           |
| 5.730729σ         | 99.999999%        | 0.000001%        | 1 / 100000                          |
| 6σ                | 99.9999998027%    | 0.0000001973%    | 1 / 506797346                       |
| 6.109410σ         | 99.9999999%       | 0.0000001%       | 1 / 1000                            |
| 6.466951σ         | 99.99999999%      | 0.00000001%      | 1 / 10000                           |
| 6.806502σ         | 99.999999%        | 0.000000001%     | 1 / 100000                          |
| 7σ                | 99.9999997440%    | 0.000000256%     | 1 / 390682215445                    |

## 標準差與平均值之間的關係
一組數據的平均值及標準差常常同時作為參考的依據。从某种意义上说，如果用平均值來考量數值的中心的话，則標準差也就是对统计的分散度的一个“自然”的测度。因为由平均值所得的标准差要小于到其他任何一个点的标准差。較確切的敘述為：設{\displaystyle X_{1},\cdots ,X_{N}}為實數，定義函数：
{\displaystyle \sigma (\mu )={\sqrt {{\frac {1}{N}}\sum _{i=1}^{N}(x_{i}-\mu )^{2}}}}
使用微積分或者通过配方法，不難算出{\displaystyle \sigma (\mu )}在下面情況下具有唯一最小值：
{\displaystyle \mu ={\overline {x}}}

## 几何学解释
从几何学的角度出发，标准差可以理解为一个从{\displaystyle n}维空间的一个点到一条直线的距离的函数。举一个简单的例子，一组数据中有3个值，{\displaystyle X_{1},X_{2},X_{3}}。它们可以在3维空间中确定一个点{\displaystyle P=(X_{1},X_{2},X_{3})}。想像一条通过原点的直线{\displaystyle L={(r,r,r):r\in \mathbb {R} }}。如果这组数据中的3个值都相等，则点{\displaystyle P}就是直线{\displaystyle L}上的一个点，{\displaystyle P}到{\displaystyle L}的距离为0，所以标准差也为0。若这3个值不都相等，过点{\displaystyle P}作垂线{\displaystyle PR}垂直于{\displaystyle L}，{\displaystyle PR}交{\displaystyle L}于点{\displaystyle R}，则{\displaystyle R}的坐标为这3个值的平均数：
{\displaystyle R=({\overline {x}},{\overline {x}},{\overline {x}})}
运用一些代数知识，不难发现点{\displaystyle P}与点{\displaystyle R}之间的距离（也就是点{\displaystyle P}到直线{\displaystyle L}的距离）是{\displaystyle \sigma {\sqrt {3}}}。在{\displaystyle n}维空间中，这个规律同样适用，把{\displaystyle 3}换成{\displaystyle n}就可以了。